# SOMETHING (ラジオ番組)
『SOMETHING』（サムシング）は、2004年10月1日から2006年9月29日までJFN系列で放送されていたワイド番組である。
“何か（SOMETHING）”をキーワードに、1週間の政治、経済、エンターテイメントなど、世の中のさまざまな動きを伝えていた朝の情報ワイド。放送時間は金曜 7:30 - 10:55を基準としていたが、フルネットしていた局は少なく、多くの局が番組の一部のみをネットしていた。

## パーソナリティ
- 椎名由紀
- 井門宗之 - 当初は中田美香が椎名のパートナーだった。

## ネット局
全て金曜の放送。放送時間の早い順から記載。ただし、ネット局・放送時間は放送開始 - 最終回のもの。

### 最終回時点
| 放送対象地域 | 放送局名                                    | 放送時間      | 備考                                 |
| ------------ | ------------------------------------------- | ------------- | ------------------------------------ |
| 鹿児島県     | エフエム鹿児島（μFM）                       | 7:30 - 9:50   | 8:00 - 8:20に『Eyes on Japan』を放送 |
| 青森県       | エフエム青森（AFB）                         | 7:30 - 10:45  | [ 1 ]                                |
| 石川県       | エフエム石川（HELLO FIVE）                  | 7:30 - 10:55  | 8:00 - 8:20に『Eyes on Japan』を放送 |
| 高知県       | エフエム高知（Hi-Six）                      | 7:30 - 10:55  | 8:00 - 8:20に『Eyes on Japan』を放送 |
| 栃木県       | エフエム栃木（RADIO BERRY）                 | 8:20 - 9:00   |                                      |
| 秋田県       | エフエム秋田（AFM）                         | 8:20 - 10:55  |                                      |
| 三重県       | 三重エフエム放送（レディオキューブ FM三重） | 9:00 - 10:00  |                                      |
| 山形県       | エフエム山形（Boy-FM）                      | 9:00 - 10:55  |                                      |
| 富山県       | 富山エフエム放送（FMとやま）                | 9:00 - 10:55  |                                      |
| 岡山県       | 岡山エフエム放送（FM OKAYAMA）              | 10:00 - 10:30 |                                      |
| 岐阜県       | 岐阜エフエム放送（Radio 80）                | 10:00 - 10:55 |                                      |
| 徳島県       | エフエム徳島（FM TOKUSHIMA）                | 10:00 - 10:55 |                                      |
| 佐賀県       | エフエム佐賀（FMS）                         | 10:00 - 10:55 |                                      |
| 大分県       | エフエム大分（Air-Radio FM88）              | 10:00 - 10:55 |                                      |

### 過去
| 放送対象地域 | 放送局名                   | 放送時間     | 放送期間             |
| ------------ | -------------------------- | ------------ | -------------------- |
| 岩手県       | エフエム岩手（FM IWATE）   | 9:00 - 10:55 | 放送開始 - 2005年9月 |
| 福島県       | エフエム福島（ふくしまFM） | 9:00 - 10:55 | 放送開始 - 2005年9月 |